# Romina Power
Romina Francesca Power, född 2 oktober 1951, är en amerikansk-italiensk skådespelerska och sångerska. 
Power är dotter till skådespelarna Tyrone Power och Linda Christian. Efter föräldrarnas skilsmässa 1956 bodde Power och hennes yngre syster Taryn en tid hos sin mormor i Mexiko. En kort tid bodde de i Rom med sin mor och hennes nye make Edmund Purdom men de skickades sedan till internatskolor i England, Schweiz och Italien. Som ung satsade Power på en skådespelarkarriär och filmdebuterade vid 14 års ålder i Menage all'italiana (1965). Flera av de roller hon gjorde i tonåren var erotiskt utmanande. Hennes roll i Hur kvinnorna lärde mej älska (1966) fick kritik från italienska politiker och Katolska kyrkan.

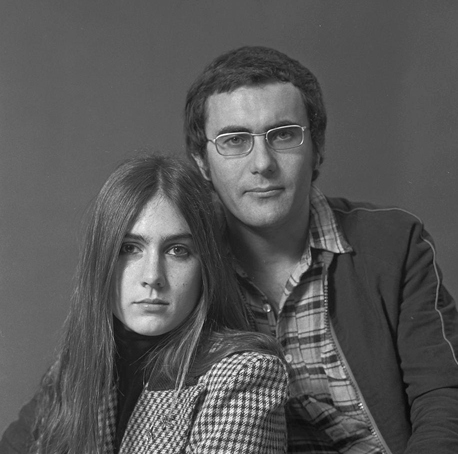
Al Bano & Romina Power i samband med Eurovision Song Contest 1976.

År 1969 förlovade sig Power med Albano Carrisi och de gifte sig året därpå. De bildade senare popduon Al Bano & Romina Power som fick stora framgångar och representerade Italien i Eurovision Song Contest 1976 och 1985. Båda gångerna kom de på sjunde plats. Paret separerade 1999 och skildes 2012. De återförenades dock professionellt 2013 då de gav konserter i Moskva och har turnerat tillsammans efter det. De fick fyra barn tillsammans. Deras äldsta dotter, Ylenia, försvann i New Orleans 1994. Efter Carrisis önskemål dödförklarades dottern 2014 men Power fortsätter att hoppas att hon kan vara vid liv.
Efter att ha bott en stor del av sitt liv i Italien flyttade Power tillbaka till USA 2007. Hon är buddhist.